# Guillermo Larrazábal
Guillermo Larrazábal Arzubide (Città del Messico, 10 febbraio 1907 – Cuenca, 29 luglio 1983) è stato un artista spagnolo, specializzato nelle vetrate ed attivo soprattutto in Ecuador, dove è considerato uno dei maggiori esponenti di questa arte.

## Biografia
Guillermo Larrazábal nacque a Città del Messico durante un viaggio di sua madre. I suoi genitori, Juan Domingo Larrazábal Basarrate e Daniela Arzubide Villa, erano entrambi di Bilbao, città dove Guillermo crebbe nella grande casa di famiglia, ultimo di nove figli. Suo padre era un uomo d'affari che commerciava cacao e caffè. All'età di cinque anni contrasse la meningite e si ammalò gravemente; dopo essersi ripreso, rimase muto per qualche tempo. Durante la scuola elementare si chiudeva nella sua stanza per esercitarsi a parlare davanti allo specchio e dopo molte ore di pratica superava il mutismo, anche se continuò a parlare con una leggera balbuzie per qualche tempo. Il padre di Larrazábal morì nel 1916. Guillermo Larrazábal ebbe un'infanzia difficile; era molto religioso.
Da bambino Guillermo Larrazábal frequentò diverse scuole, inclusa una scuola di contabilità. Il professor Adrian Martínez chiese che Larrazábal potesse studiare esclusivamente arte e lo raccomandò a diverse accademie d'arte. Nel 1932 lo stesso Martínez gli consigliò di entrare nello studio di Luis Lerchundi, un artista con sede a Bilbao. Guillermo Larrazábal lavorò con il pittore Félix Cañada, noto per le sue opere in stile liberty, in particolare al Café Iruña di Bilbao. Larrazábal avanzò rapidamente all'interno dello studio e presto iniziò ad apprendere le tecniche di composizione delle vetrate.

## Carriera

### In Spagna
Durante la guerra civile spagnola, la fazione repubblicana lo arrestò sulla base di false accuse e lo portò in un campo di detenzione. Sua madre fece appello ai suoi amici della fazione per farlo rilasciare. Poche settimane dopo fu fatto prigioniero dalla fazione nazionalista e nuovamente liberato per volere della sua famiglia. Tentò di restare nascosto in seguito a questi incidenti, ma venne trovato e arruolato nell'esercito di Francisco Franco; dipinse francobolli e bandiere per Franco fino al 1939.
Quando nel 1939 la guerra finì, Larrazábal si ritrovò completamente senza denaro. Trovò lavoro presso lo studio Vitrieras de Arte (Vetrate artistiche) a San Sebastián. Produceva opere standardizzate e si sentiva oppresso dalla mancanza di creatività che gli era concessa. Nel 1951, dopo 12 anni di lavoro presso lo studio, lasciò il lavoro e si trasferì in una fabbrica di ceramica a Madrid, dove si sposò nello stesso anno.

### In Ecuador
Nel 1955, la Chiesa cattolica dell'Ecuador cercava artisti in Spagna per la costruzione della nuova cattedrale di Cuenca. Scelsero il ceramista spagnolo Manuel Mora Iñigo come loro agente in Spagna e Iñigo stipulò un contratto con Larrazábal per la creazione delle vetrate colorate della cattedrale. Larrazábal si trasferì a Cuenca nel 1955. Sua moglie arrivò poco dopo, anche se presto si separarono.
Larrazábal completò 60 vetrate colorate per la cattedrale di Cuenca, il maggior numero delle sue opere in qualsiasi luogo. Il suo lavoro su quella cattedrale gli diede fama in tutto il paese, portandolo a realizzare opere per la cattedrale di San Pietro a Guayaquil e la basilica cattedrale di Nostra Signora dell'Elevazione di Ambato. Creò anche vetrate colorate nell'’’Academia Militar de Quito’’ (chiusa nel 1991), nell'’’Unidad Educativa San José La Salle’’ di Guayaquil e nella casa dell'uomo d'affari Guillermo Vázquez a Cuenca.
Durante il resto della sua carriera, Larrazábal creò 87 opere in vetro colorato che si trovano nella stragrande maggioranza delle province dell'Ecuador. Larrazábal morì di cancro ai polmoni nella tarda serata del 29 luglio 1983 o la mattina presto del giorno successivo. La sua esposizione alle sostanze chimiche utilizzate nella produzione delle vetrate potrebbe aver causato la malattia.

## Vita privata
In Ecuador Larrazábal si innamorò della pittrice Eudoxia Estrella. Cominciarono a vivere insieme nel 1960, sebbene Larrazábal fosse ancora sposato con sua moglie. Nonostante il divorzio venne negato, Estrella continuò ad essere la compagna di Larrazábal fino alla sua morte.

## Riconoscimenti
La Galería Larrazábal di Cuenca, così chiamata in suo onore, si trova nell'ex sede del suo studio. La prima esposizione dei lavori di Larrazábal ha avuto luogo a Cuenca nel 2012 e successivamente si è spostata in altre città dell'Ecuador. Una seconda mostra ha avuto luogo nella ‘’Pontificia Universidad Católica del Ecuador’’ di Quito nel 2013.